# Art Frankel
Pour les articles homonymes, voir Frankel (homonymie).
Art Frankel est un acteur américain, né le 21 mai 1928 à New York (États-Unis).

## Filmographie
- 1985 : Lost in America : Employment Agent in Safford AZ
- 1986 : Balboa : Chairman
- 1986 : Critters : Ed
- 1986 : Sunday Drive (TV) : Hotel Clerk
- 1987 : Mon Père c'est moi (Like Father Like Son) : Mr. Racine (heart patient)
- 1987 : Le justicier braque les dealers (Death Wish 4: The Crackdown) : Pool Party Bartender
- 1989 : The Heist (TV) : Wolscott
- 1989 : Mon père (Dad) : DMV Instructor
- 1991 : Deadly Desire (TV) : Al Nichols
- 1991 : Rendez-vous au paradis (Defending Your Life) : Arthur
- 1997 : Weapons of Mass Distraction (en) (TV) : Dr. Sugarman
- 1999 : Magnolia de Paul Thomas Anderson : Old Pharmacist
- 2000 : Running Mates (TV) : Veteran
- 2002 : Le Cercle (The Ring) : Cal
- 2003 :  The Shield (série télévisée)  saison 2 épisode 5  (Opération Armadillo) (Greenlit) : Earl
- 2005 : Earl (My name is Earl) - Saison 1, épisode 7 : le vieil homme
- 2007 : Saving Grace (TV) : Chet